# Vanja Milinković-Savić
Vanja Milinković-Savić (Kirin Serbia: Вања Милинковић-Савић, phát âm [ʋâɲa milǐːŋkoʋitɕ sǎːʋitɕ]; sinh ngày 20 tháng 2 năm 1997) là một cầu thủ bóng đá chuyên nghiệp người Serbia hiện đang thi đấu ở vị trí thủ môn cho câu lạc bộ Serie A Torino và đội tuyển bóng đá quốc gia Serbia.

## Danh hiệu
U20 Serbia
- Giải vô địch bóng đá U-20 thế giới: 2015